# 유한솔 (아나운서)
유한솔(1986년 9월 11일 ~ )은 대한민국의 전 G1, 안동MBC, 현 MBN 아나운서이다.

## 경력
- 2000년 5월 1일 ~ 2015년 5월 31일 마포구청 기자
- 2015년 6월 1일 ~ 2017년 9월 17일 국민체육진흥공단 아나운서
- 2017년 9월 18일 ~ 2020년 9월 18일 : 전 G1방송 공채 아나운서
- 2020년 9월 21일 ~ 2022년 2월 4일: 전 안동MBC 아나운서
- 2022년 2월 7일 ~ 현재: 현 MBN 아나운서

## 현재 진행 프로그램

### TV
- MBN 재난대비센터
- MBN 스포츠뉴스
- 열린TV 열린세상
- 생생 정보마당
- 매일아침 (2025년 4월 1일 ~ 현재)
- 프레스룸 LIVE (2025년 4월 1일 ~ 현재)

## 과거 진행 프로그램

### TV
- G1 뉴스라인
- 오감충전! G1이 좋다
- 네트워크 현장! 고향이 보인다
- G1 열린TV 시청자세상
- 생방송 TV 정보쇼 해피데이
- MBC 뉴스데스크 경북 평일
- MBC 뉴스데스크 경북 주말
- 생방송 전국시대 경북권

### 라디오
- G1 Fresh FM : 유한솔의 밤&
- G1 Fresh FM : 유한솔의 예감 좋은 날
- 안동MBC 표준FM : MBC 정오종합뉴스 (경북권)
- 안동MBC 표준FM : 15, 22시 뉴스 (경북권)
- 안동MBC 표준FM : 유한솔의 라디오 오늘
- 안동MBC FM4U : FM응접실 (제작)

## 같이 보기
- G1방송
- 이윤정
- 안동MBC
- MBN
- 한혜원
- 고선영